# 清水焼団地
清水焼団地（きよみずやきだんち）は、京都府京都市山科区にある清水焼の工業団地。

## 概要
82,500m2の区画に清水焼の作家、窯元や卸問屋、陶器用の土の製造会社、陶器用木箱や紙箱の製造業者・顔料の販売店などの関連産業も含めると約70軒が集中している。
もとは清水寺近くの東山区五条坂周辺で製造されていたが周辺が公害問題や手狭になったことなどから団地が造成され、1965年以降に製造業者が移転した。2006年時点で、協同組合には71名が加入している。
近年は清水焼の不振もあり、製造に携わらない住民が団地内にも増加しているが、協同組合では活性化策が検討されている。

## 催事
- 年に一度の大陶器市「清水焼の郷まつり」（10月の第3土曜と日曜を含む、金・土・日）
夏に開催されていた「陶器まつり」[2]と秋に開催されていた「楽陶祭」が2011年より合わさり「清水焼の郷まつり」へ。
京焼・清水焼の生産団地ならではの品揃えと価格の安さなどから賑わう。
1975年7月14日から16日にかけて第1回目が開催された「陶器まつり」では、陶器市だけでなく、お茶席や青年部による絵付け体験出来る楽焼コーナー、自由に粘土で遊ぶ子ども向けの「どろんこ広場」などが開催されていた。
2000年10月から始まった「楽陶祭」では、2003年から地元山科にある京都橘大学の文化政策学部（現：現代ビジネス学部）織田直文教授ひきいる「臨地まちづくり研究会」が関わる。陶磁器販売のほか、文化面を中心に陶磁器産地の魅力や京都の歴史・文化も伝えるべく様々な企画が催された。過去には、島原の太夫道中や京都橘大学の田端泰子学長（現：教授）による講演も行われている。また、これまでに和歌山県那智勝浦の「マグロ解体ショー」や愛媛県宇和島市に伝わる「牛鬼まつり」の「牛鬼」も登場するなど地域交流も行われてきた。

## LPガス
清水焼団地周辺は大阪ガスの供給地域であるが、清水焼団地内は独自にLPガスの供給網を整備し町内のLPガスタンクから供給している。これは燃焼カロリーが液化天然ガスよりもLPガスの方が高く陶器を焼くのに適しているためである。

## 交通
- 路線バス
  - 京阪バス - 「川田」、「清水焼団地」、「上花山久保町」バス停下車。
  - 清水焼の郷まつり期間中は、京都駅から京阪バスの臨時直行便が運行される。
- 道路
  - 阪神高速8号京都線 山科出入口から北へ800m。
  - 名神高速道路 京都東インターチェンジから国道1号(五条通)を約4.5km、所要約10分。
  - 京都市内から、国道1号を大津方面へ右手。